# Frieda Hempel

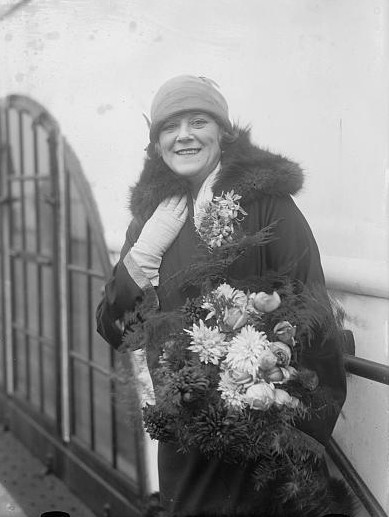
Frieda Hempel

Frieda Hempel (* 26. Juni 1884 in Leipzig; † 7. Oktober 1955 in Berlin; eigentlich Frida Elisabeth Hempel) war eine deutsche Opernsängerin (Sopran).

## Leben
Frieda Hempel studierte zunächst Klavierspiel am Konservatorium von Leipzig. Ab 1902 wurde ihre Stimme am Stern’schen Konservatorium in Berlin bei Selma Nicklass-Kempner ausgebildet.
Sie debütierte 1905 und sang zunächst in Berlin, wurde als „des Kaisers Lerche“ schnell berühmt und wechselte nach Schwerin, um bereits nach drei Jahren auf Bitten Wilhelms II. wieder nach Berlin zurückzukehren. 1912 folgte sie einem Ruf an die Metropolitan Opera in New York City, wo sie unter anderem häufig mit Enrico Caruso auftrat. Nach Deutschland kehrte sie nur noch sporadisch zurück. Zuletzt lebte sie am Central-Park West 271.

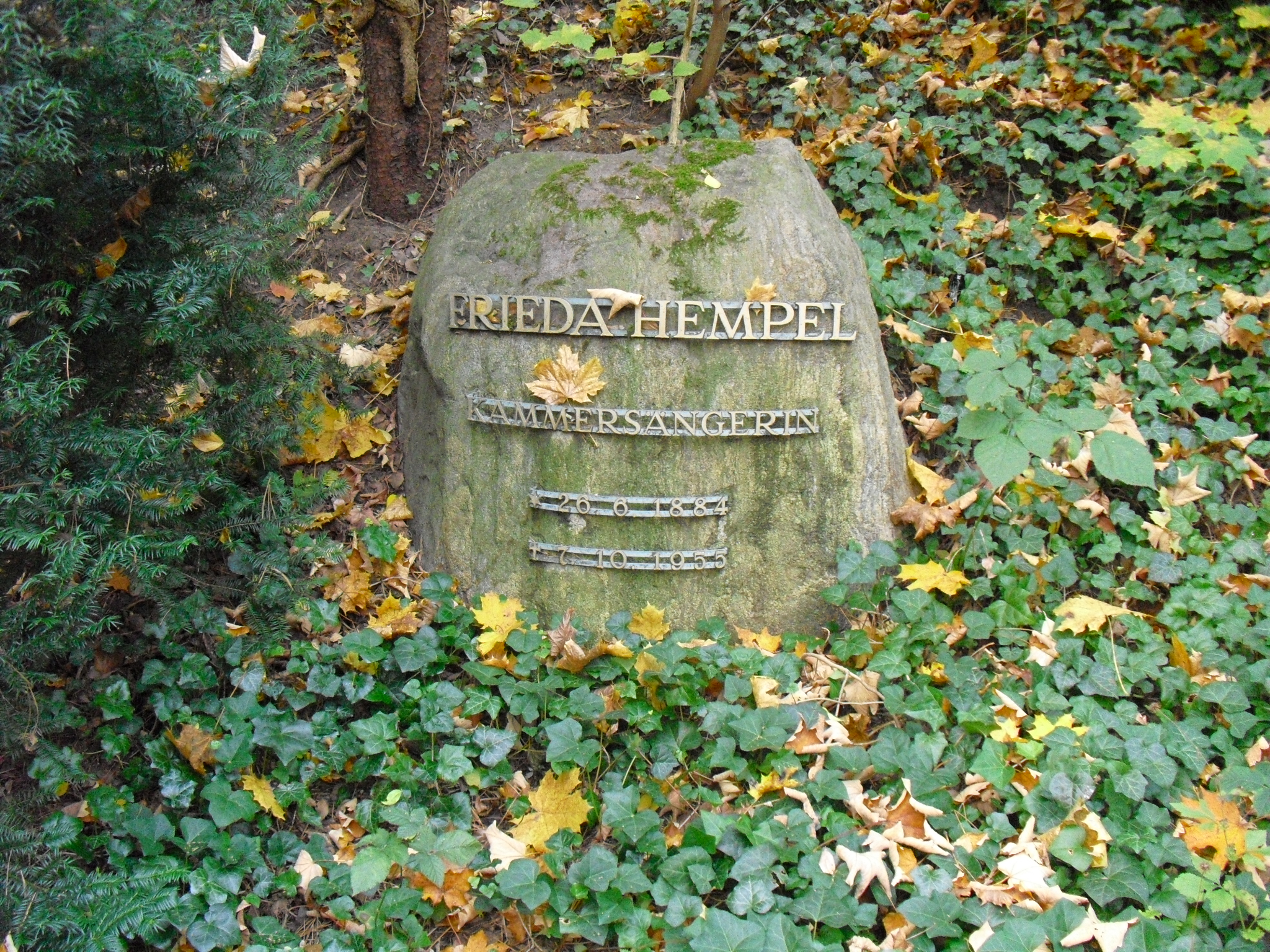
Grab von Frieda Hempel auf dem Friedhof Heerstraße in Berlin-Westend

Im Spätsommer 1955 kam Frieda Hempel nach West-Berlin, um dort ihren Gebärmutterkrebs behandeln zu lassen, an dem sie bereits seit einem halben Jahr litt. Sie starb zwei Monate später im Alter von 71 Jahren im Berliner Franziskus-Krankenhaus bei einer Radikaloperation mit Harnblasenentfernung und Ureterimplantation. Die Beisetzung erfolgte nach Einäscherung auf dem landeseigenen Friedhof Heerstraße im heutigen Ortsteil Berlin-Westend (Grablage: I-Erb-12).
Kurz nach ihrem Tod erschienen im Berliner Argon-Verlag ihre Memoiren unter dem Titel Mein Leben dem Gesang.
Frieda Hempel hinterließ zahlreiche Schallplatten für Odeon (Berlin 1906–13), Gramophone (Berlin 1910–15), Victor (USA 1914–17), Edison (USA 1917–29), Grammophon (Berlin 1921–22) und HMV (London 1922–24); unveröffentlichte Aufnahmen bei Electrola (Berlin 1935) und RCA Victor (New York 1936–37).

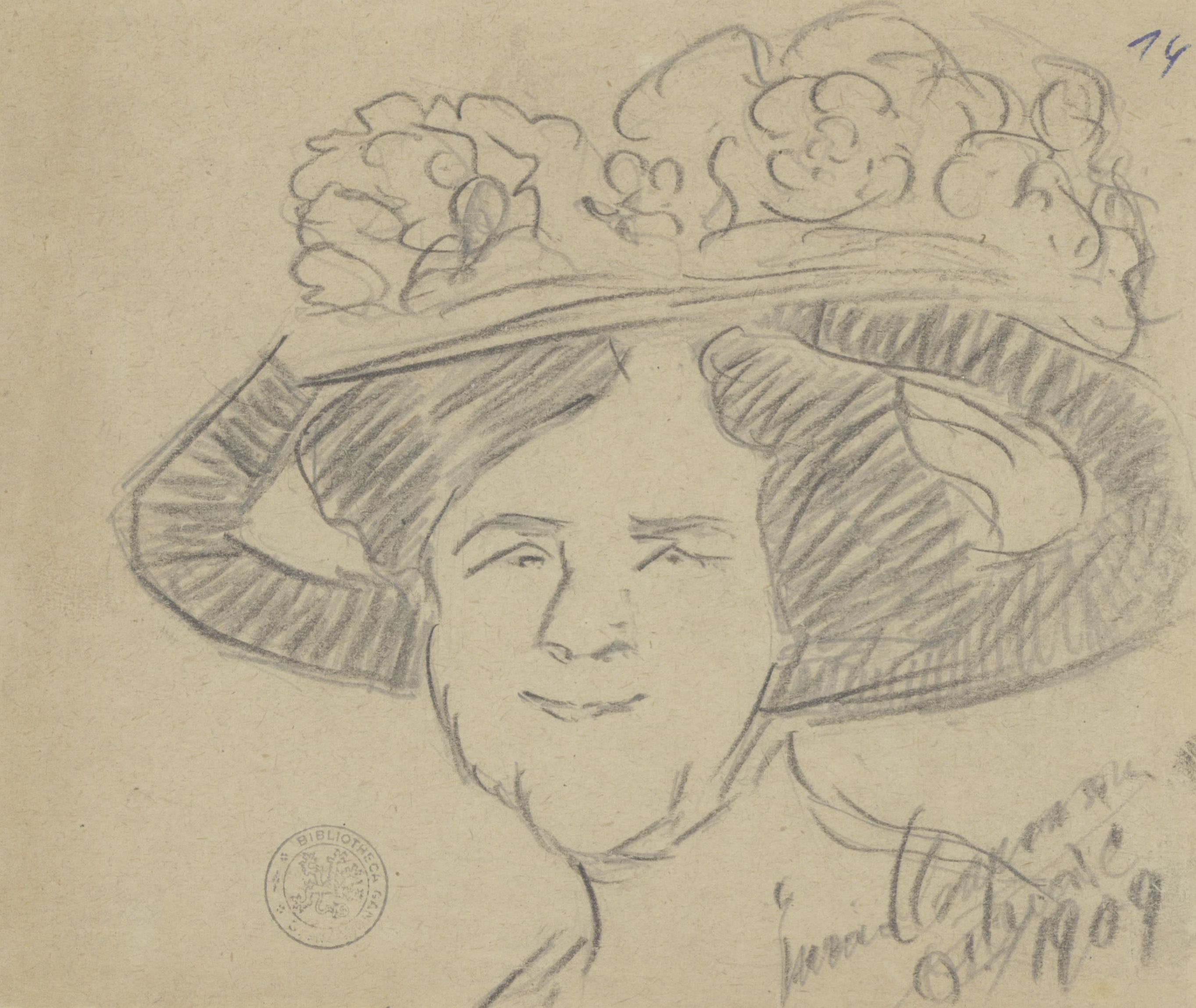
Karikatur durch Enrico Caruso, 1909, Universitätsbibliothek Gent

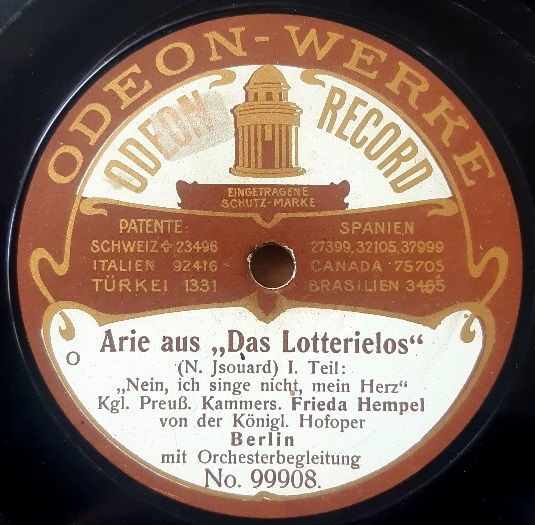
Schallplatte von Frieda Hempel (Berlin, August 1911)

## Schüler
Zu ihren Schülern in New York gehörte unter anderen der amerikanische Gesangslehrer und Belcanto-Spezialist Cornelius L. Reid.